# Sumner (Mississippi)
Sumner település az Amerikai Egyesült Államok Mississippi államában, Tallahatchie megyében, melynek megyeszékhelye is. Lakosainak száma 278 fő (2020. április 1.).

## Népesség
A település népességének változása:

| 2010 | 316 |
| 2020 | 278 |